# Gran Premio Bruno Beghelli 1997
Il Gran Premio Bruno Beghelli 1997, seconda edizione della corsa, si svolse il 28 settembre 1997, per un percorso totale di 200 km. Venne vinto dall'italiano Stefano Zanini che terminò la gara in 4h35'00".

## Ordine d'arrivo (Top 10)
| Pos. | Corridore            | Squadra       | Tempo    |
| ---- | -------------------- | ------------- | -------- |
| 1    | Stefano Zanini       | Mapei-GB      | 4h35'00" |
| 2    | Glenn Magnusson      | Amore & Vita  | s.t.     |
| 3    | Luca Mazzanti        | Cantina Tollo | s.t.     |
| 4    | Michele Bartoli      | MG Maglificio | s.t.     |
| 5    | Francesco Casagrande | Saeco         | s.t.     |
| 6    | Alessandro Bertolini | Brescialat    | s.t.     |
| 7    | Fabrizio Settembrini | Mercatone Uno | s.t.     |
| 8    | Felice Puttini       | Refin         | s.t.     |
| 9    | Richard Virenque     | Festina-Lotus | s.t.     |
| 10   | Paolo Valoti         | Cantina Tollo | s.t.     |